# Hörder SC
Der Hörder SC (offiziell: Hörder Sport-Club 1910 e. V.) ist ein Fußballverein aus dem Dortmunder Stadtteil Hörde. Die erste Fußballmannschaft spielte zwei Jahre lang in der höchsten westfälischen Amateurliga.

## Geschichte
Der Verein wurde am 1. Januar 1910 als Hörder Fußball-Club gegründet. Seinen heutigen Namen bekam der Verein im Jahre 1918, als eine Leichtathletikabteilung hinzukam. Sportlich agierten die Fußballer in den 1920er und frühen 1930er Jahren in der zweithöchsten Spielklasse und trugen dabei Meisterschaftsspiele gegen Borussia Dortmund aus. Ab 1943 bildete der Hörder SC gemeinsam mit dem VfL Hörde und dem SV Schüren eine Kriegsspielgemeinschaft.
Nach Kriegsende wurden die Hörder im Jahre 1947 Meister der Bezirksklasse und setzte sich in der folgenden Aufstiegsrunde gemeinsam mit dem BV Brambauer gegen den SV Sodingen, Teutonia Riemke und den SV Ehrenfeld durch. Damit erreichte der HSC die Landesliga, die seinerzeit höchste Amateurliga Westfalens. Dort wurde die Mannschaft in der Saison 1947/48 zunächst Gruppenletzter und schaffte den Klassenerhalt erst in der zweiten Entscheidungsrunde der Relegation durch einen 1:0-Sieg über den SC Münster 08. Ein Jahr später folgte der Abstieg in die Bezirksklasse. Tiefpunkt der Saison war eine 0:10-Niederlage bei den Sportfreunden Siegen.
Es folgten viele Jahre mit Mittelmaß der Bezirksklasse. Im Jahre 1961 wurden die Hörder Vizemeister ihrer Staffel hinter den Amateuren des VfL Bochum. In den folgenden Jahrzehnten pendelte der HSC zwischen Bezirks- und Kreisliga. In der Saison 1990/91 sowie von 1994 bis 1997 gehörte der Hörder SC noch einmal der Landesliga ab. Von 2010 bis 2014 spielte der Verein in der Bezirksliga, ehe die Mannschaft in die Dortmunder Kreisliga A absteigen musste.

## Persönlichkeiten
- Mohamed El-Bouazzati
- Lina Magull
- Manfred Martinschledde